# Fado
El fado es la expresión más conocida internacionalmente de la música portuguesa. En el fado se expresan las experiencias de la vida a través del canto. Generalmente lo canta una sola persona, acompañado por la «viola» (guitarra española) y la guitarra portuguesa. Los temas más cantados en el fado son la melancolía, la nostalgia (saudade) o pequeñas historias del vivir diario de los barrios humildes, pero especialmente el fatalismo y la frustración.
Documentalmente se comprueba la existencia del fado desde 1838, aunque hay quien identifica su origen con los cantos de las gentes del mar, inspirados en la soledad, la nostalgia y los balanceos de los barcos sobre el agua. A pesar de los numerosos investigadores —Gonçalo Sampaio, Mascarenhas Barreto, Pinto de Carvalho o Rodney Gallop— el misterio de sus orígenes todavía no se ha develado. Se cree que nació en los barrios alrededor del puerto de Lisboa, entre clases pobres, marineros, obreros, rufianes, chamiceras, gente bohemia de Alfama, Bairro Alto y otros. 
Sus orígenes, no comprobados, conectan el fado con las "Cantigas d'Amigo" quizás con influencias africanas y más lejanas, traídas de las colonias.

### Amália Rodrigues 1920-1999
En los últimos 70 años Amália Rodrigues ha sido la voz internacional del fado, la embajadora artística de Portugal. "Trova do vento que pasa", "Barco Negro", "Erros meus", "Gaivota" volaron con ella de Lisboa a Japón, Argentina, Francia, España, Alemania, Estados Unidos y tantos otros países. Puso emoción y voz de fado a grandes poetas portugueses, O´Neill, Manuel Alegre, Homem de Melo, Camoes. Su fama empezó en los años cuarenta, cuando Leitao Barreiro la hizo protagonista de su filme "Venda-Marceneiro", un clásico en la historia del fado, que dedicó a la taberna Casa da Mariquinhas.
Una de las mejores definiciones de fado la ofrece Amália Rodrigues: «el fado es una cosa muy misteriosa, hay que sentirlo y hay que nacer con el lado angustioso de las gentes, sentirse como alguien que no tiene ni ambiciones, ni deseos.  Una persona... como si no existiera. Esa persona soy yo y por eso he nacido para cantar el fado». Amália puso emoción y voz de fado a grandes poetas portugueses, como O`Neill, Manuel Alegre, Homem de Melo y Camoens. En una de sus canciones más célebres «Todo esto es fado» canta:

Amor, celos, ceniza y fuego, dolor y pecado.
 Todo esto existe; todo esto es triste; todo esto es fado.

También el escritor portugués Fernando Pessoa escribió: «El fado no es alegre ni triste [...] Formó el alma portuguesa cuando no existía y deseaba todo sin tener fuerza para desearlo [...] El fado es la fatiga del alma fuerte, el mirar de desprecio de Portugal al Dios en que creyó y que también lo abandonó». 
Su origen es sin duda popular y tiene algunos paralelismos con otros estilos relevantes de la misma época, como el tango, el rebetiko y el flamenco. Aunque protegido por las instituciones oficiales durante la dictadura salazarista, los amantes de este cante lo siguieron preservando durante la segunda mitad del siglo pasado. Hoy la popularidad del fado es cada vez mayor, principalmente entre las nuevas generaciones de cantantes portugueses.
La guitarra portuguesa que acompaña siempre el fado tiene doce cuerdas y su origen se remonta a la Edad Media y a un instrumento llamado «cítula». Fue introducido en Portugal en la segunda mitad del siglo XVIII, a través de la colonia inglesa en Oporto. A finales del siglo empezó a ser utilizada en los salones de la burguesía. Su timbre es especial e inconfundible y está vinculado con el fado lisboeta desde 1870. Las guitarras de Lisboa y Coímbra varían ligeramente en su tamaño, afinación y construcción. La estructura del fado se divide en secuencias en las que unas veces la guitarra suena sola y en otras acompaña solamente a la voz del fadista. 
Las casas de fado son actualmente restaurantes de los barrios antiguos de Lisboa (Bairro Alto, Alfama, Lapa o Alcântara), que suelen abrir solo por las noches. Después de cenar y tomar un buen vino, se baja la intensidad de la luz, se hace silencio absoluto y uno se deja llevar por el ambiente íntimo y por las voces dulces de los fadistas. Aunque hay fados alegres, que son los más demandados, los melancólicos tienen más admiradores portugueses. Las composiciones de Alfredo Marceneiro y Severa son un clásico. 
En noviembre del 2011, la Unesco inscribió a El fado, canto popular urbano de Portugal como integrante de la Lista Representativa del Patrimonio Cultural Inmaterial de la Humanidad.

## Categorías conocidas
- Fado Alcântara
- Fado aristócrata

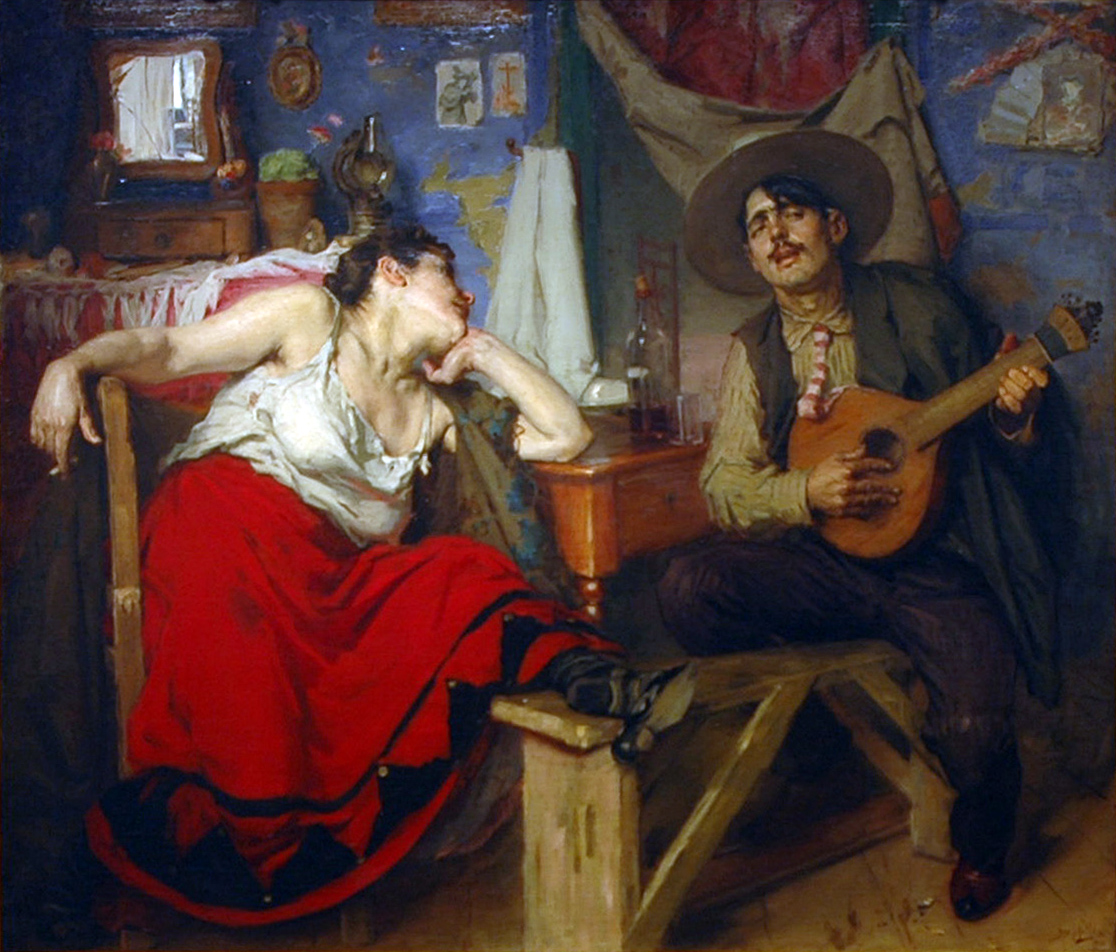
Óleo de José Malhoa sobre el fado

  - Iniciado por María Teresa de Noronha, y proseguido por miembros de su familia.
- Fado bailado
- Fado batê
- Fado-canción
- Fado castiço
  - el fado tradicional de los barrios típicos de Lisboa
- Fado corrido
  - Caracterizado por ser un fado alegre, desgarrado y danzable.
- Fado experimental
  - Dentro del "fado del milenio", alcanza el auge con Mísia.
  - Dentro del "fado en concierto", alcanza el auge con Yolanda Suenes.
- Fado Lopes
- Fado marcha Alfredo Marceneiro
- Fado de la media noite (Medianoche)
  - Creado por Felipe Pinto.
- Fado menor
  - Caracterizado por ser un fado melancólico y triste
- Fado Mouraria
- Fado Pintadinho
- Fado tango
- Fado vadio (bohemio o vagabundo)
  - Fado no profesional.
- Rapsodia de fados
  - Yuxtaposición o mezcla de melodías tradicionales o populares.
- Fado Marialva
  - Caracterizado por ser un fado alegre, referente a la tradición tauromáquica
  - "Caballo ruço", "Campinos del Ribatejo", "Fado de Caldas"...

## El fado de Coímbra
El fado tradicional de Coímbra está conectado a las tradiciones académicas de la Universidad de Coímbra. Es exclusivamente cantado por hombres. Tanto los cantantes como los músicos visten de negro de capa y batina. Los temas hacen referencia a amores estudiantiles o a la ciudad. El estilo hace especial hincapié en el componente instrumental. El más conocido de los fados de Coímbra es "Coimbra é uma canção" ("Coímbra es una canción"), que tuvo un notable éxito en toda Europa[cita requerida].

### Cantantes
- Nuria Font
- Beatriz Camacho
- Ana García Bendito
- José Manuel Neto
- Camané
- Kátia Guerreiro
- Alberto Ribeiro.
- Adriano Correia de Oliveira.
- António Menano.
- Augusto Hilário.
- Edmundo Bettencourt.
- Fernando Machado Soares.
- Francisco Menano.
- Enrique Guerra.
- Hugo Martins
- João Farinha
- José Afonso.
- Luís Góis.
- Nuno Correia da Silva.
- António Dinis.
- Gonçalo Mendes.
- Rui Seoane.

### Guitarristas
- Afonso de Sousa.
- Almeida Santos.
- Álvaro Moreira.
- António Brojo.
- António Portugal.
- Artur Paredes.
- Carlos Paredes.
- Eduardo Melo.
- Fernando Dias Marques.
- Francisco Martins.
- Francisco Menano.
- Gonçalo Paredes.
- Hugo Gamboias
- Jorge Godinho.
- Luis Barroso.
- Manuel Borralho.
- Manuel Paredes.
- Octávio Sérgio.
- Paulo Alexandre.
- Samuel Cabral.

## El fado de Lisboa
Cantado típicamente en las "casas de fado", tanto por hombres como por mujeres. Las mejores casas de fado se encuentran en los barrios de Alfama, Mouraria, Bairro Alto y Madragoa. Tiene como característica fundamental el cantar con tristeza y con sentimientos de dolor pasados y presentes, pero también puede contar una historia divertida con ironía. Las ornamentaciones vocales y el dramatismo son semejantes a los de otros estilos mediterráneos. Su intérprete más conocida fue Amália Rodrigues.

### Fadistas
- Ada de Castro
- Adélia Pedrosa
- Aldina Duarte
- Alfredo Marceneiro
- Amália Rodrigues
- Ana Moura
- Anita Guerreiro
- António Mourão
- António Pelarigo
- António Pinto Basto
- Argentina Santos
- Armandinho
- Augusto Jorge
- Beatriz da Conceição
- Berta Cardoso
- Camané
- Carlos do Carmo
- Carlos Macedo
- Carlos Ramos
- Carlos Zel
- Carmo Rebelo de Andrade (Carminho)
- Celeste Rodrigues
- Cidália Moreira
- Cristina Branco
- Cuca Roseta
- Débora Rodrigues
- Deolinda Rodrigues
- Deolinda Maria
- Dulce Pontes
- Ercília Costa
- Estêvão Amarante
- Eugénia Lima
- Fábia Rebordão
- Fernanda Maria
- Fernando Farinha
- Fernando Maurício
- Filipa Pais
- Flora Pereira
- Francisco Martinho
- Francisco José
- Frei Hermano da Câmara
- Gonçalo Salgueiro
- Hélder Moutinho
- Helena Leonor
- Hermínia Silva
- Joana Amendoeira
- João Braga
- João Ferreira Rosa
- João Batista Mouro
- José Coelho
- José Gonçalez
- José Lameiras
- Kátia Guerreiro
- Lenita Gentil
- Lucília do Carmo
- Mafalda Arnauth
- Mafalda Taborda
- Manuel Cardoso de Menezes
- Manuel de Almeida
- Márcia Condessa
- Marco Oliveira
- Margarida Bessa
- Margarida Guerreiro
- Maria Alice
- Maria Ana Bobone
- Maria Armanda
- Maria da Fé
- Maria da Nazaré
- Maria de Lourdes Machado
- Maria do Ceo
- Maria Severa
- Maria Teresa de Noronha
- Maria Vilela
- Mariana Silva
- Mariza
- Marta Dias
- Mio Matsuda
- Max
- Mercês Da Cunha Rego
- Miguel Capucho
- Mísia
- Nuno da Câmara Pereira
- Raquel Tavares
- Ricardo Ribeiro
- Rodrigo
- Saudade dos Santos
- Severa (Antonia)
- Teresa Tarouca
- Tania Oleiro
- Tina Santos
- Tristão de Silva
- Vicente da Câmara
- Vanessa Alves
- Maria José Valério
- Pedro Junot
- Pedro Moutinho
- Ana Sofia Varela
- Maria João Quadros
- José Manuel Barreto

### Guitarristas
- Acácio Gomes dos Santos.
- Acácio Rocha.
- Adelino dos Santos.
- Alves Martins.
- Angelo Freire.
- António Bessa.
- António Campos.
- António Chainho.
- António Parreira.
- António Proença.
- Armando Augusto Freire.
- Arménio de Melo.
- Carlos Macedo.
- Carlos Mendes.
- Carlos Gonçalves.
- Casimiro Ramos.
- Costa Branco.
- Custódio Castelo.
- Custódio Magalhães.
- Dinis Lavos.
- Domingos Camarinha.
- Edgar Silva.
- Estevão Lima.
- Eurico Machado.
- Fernando Silva.
- Filipe Lucas.
- Filipe Vaz da Silva.
- Fontes Rocha.
- Francisco Carvalhinho.
- Gentil Ribeiro.
- Hermes dos Santos.
- Hugo Afonso.
- Jaime Santos.
- João Alberto.
- João Serra e Moura.
- Jorge Costa.
- Jorge Fontes.
- José Luis Nobre Costa.
- José Manuel de Castro.
- José Manuel Neto.
- José Maria da Fonseca.
- José Nunes.
- Luis Guerreiro
- Luís Gonçalves.
- Luís Penedo.
- Manuel Gomes.
- Manuel Mendes.
- Mario Estorninho.
- Paulo Jorge.
- Paulo Parreira.
- Ricardo Parreira.
- Paulo Valentim.
- Pedro Amendoeira.
- Raul Nery.
- Ricardo Rocha.
- Sandro Costa.
- Sérgio Costa.
- Sidónio Pereira.
- Conjunto de Guitarras Fernando Silva.
- Conjunto de Guitarras de Jorge Fontes.
- Conjunto de Guitarras de Martinho d´Assunção.
- Conjunto de Guitarras de Raul Nery.